# Hans Rukop
Hans Rukop (* 27. Februar 1883 in Mikultschütz nahe Zabrze, Oberschlesien; † 3. August 1958 in Ulm) war ein deutscher Hochfrequenztechniker. 

## Leben
Seine Eltern waren der Rentmeister Theodor Rukop (1843–94) und Emma, geb. Breiter (1859–1926). Ab 1902 studierte er Mathematik und Physik an der Universität Breslau und ab 1906 Chemie in Greifswald. Während seines Studiums wurde er 1903 Mitglied der Burschenschaft Arminia Breslau; später auch Mitglied der Burschenschaft Germania Berlin. Er wurde Doktorand bei Gustav Mie, der ihn 1910 als zweiten Assistenten anstellte. 1911 ging er an die Technische Hochschule Danzig zu Jonathan Zenneck und arbeitete an Lichtbogengeneratoren und Hochfrequenzmaschinen. Bei Mie promovierte er 1912 mit der Dissertation „Spektrum des Wassers mit wenig gedämpften, durch Stoßerregung hervorgebrachten Schwingungen von 65 bis 20 cm Wellenlänge“. 
1913 folgte er Zenneck an die TH München. In Berlin begann er 1914 eine Tätigkeit bei der Gesellschaft für drahtlose Telegraphie m.b.H, System Telefunken und richtete dort zunächst ein Labor für Elektronenröhren ein. Er überwand die Nachteile der Lieben-Röhre und der Fleming-Diode und schuf einige kleine Fabrikationen von Elektronenröhren, bevor er für Telefunken eine größere Produktionsstätte im Sommer 1917 im Gebäude Friedrichstraße 235 in Berlin-Kreuzberg aufbaute. 1923 heiratete er Ellen Tilsen. 1925 wurde er Leiter sämtlicher Telefunken-Laboratorien. 1927 berief man ihn als Professor an das neue Institut für Technische Physik der Universität Köln. Er arbeitete hier an der Erforschung des Fernsehens, der Nachrichtenübertragung mit Ultrakurz- und Dezimeterwellen und an ersten Versuchen zur Radar- bzw. Funkmesstechnik. 1933 wechselte er in die Telefunken-Geschäftsführung. Nach dem Zweiten Weltkrieg war er bis 1950 in Ulm tätig, wo Telefunken neue Fabrikationen von Verstärker- und Bildröhren angesiedelt hatte.
Er war einer der Herausgeber der Zeitschrift für technische Physik.

## Ehrungen
- 1953: Großes Verdienstkreuz der Bundesrepublik Deutschland
- 1955: Philipp-Reis-Plakette[2]

## Werke (Auswahl)
- Beiträge zur Gadarmer’schen Razemisationstheorie. Breslau, Fleischmann, Breslau 1916.
- mit Jonathan Zenneck: Lehrbuch der drahtlosen Telegraphie. Enke, Stuttgart 1925.
- Technische Anwendung der Glühelektroden. In: Owen W. Richardson (Hrsg.): Handbuch der Radiologie; Bd. 4, 3: Glühelektroden. Akademische Verlags-Gesellschaft, Leipzig 1927.